# 橋本功
橋本 功（、1941年12月26日 - 2000年2月12日）は、日本の俳優。千葉県市川市出身。本名は同じ。

## 来歴
俳優座養成所（第12期生）卒業後、俳優座に入団。
1966年放送のテレビドラマ『若者たち』の佐藤次郎役が当たり役となり、以後、テレビドラマや映画において人情味溢れた善人役から悪役までこなし、貴重な脇役として活躍した。
2000年2月12日、食道癌のため松戸市内の病院にて死去、58歳。

## 出演

### 映画
- 若者たち（1967年製作、1968年公開、俳優座・新星映画社） - 佐藤次郎
- 日本の青春（1968年、東宝）
- 斬る (1968年、東宝)
- 若者は行く -続若者たち-（1969年、俳優座・松竹） - 佐藤次郎
- 日本一の断絶男（1969年、東宝）
- 若者の旗（1970年、俳優座映画放送） - 佐藤次郎
- 激動の昭和史 沖縄決戦（1971年、東宝） - 益永大尉[3]
- 忍ぶ川（1972年、東宝） - 若い男
- 俺の血は他人の血（1974年、松竹）
- 動脈列島（1975年、東宝）
- 八つ墓村（1977年、松竹） - 庄左衛門
- 惑星大戦争（1977年、東宝） - 研究員A[3][4][1][2]
- 曽根崎心中（1978年、ATG） - 九平次
- 俺は田舎のプレスリー（1978年、松竹） - 篠田先生
- 皇帝のいない八月（1978年、松竹） - 島一曹
- 連合艦隊（1981年、東宝） - 富岡軍令部作戦課長 [3]
- 日本の熱い日々 謀殺・下山事件（1981年、松竹） - 小野記者
- 誘拐報道（1982年、東映）
- 必殺シリーズ
  - 必殺! THE HISSATSU（1984年、松竹・朝日放送） - 善好
  - 必殺!5 黄金の血（1991年、松竹・ABC） - 森下
- ゴジラ（1984年、東宝） - 秋山（スーパーX指揮官）[4][1][2]
- 大誘拐 RAINBOW KIDS（1991年、東宝） - 鎌田

### テレビドラマ
- 若者たち（1966年、フジテレビ）
- 大河ドラマ（NHK総合）
  - 竜馬がゆく（1968年） - 中村半次郎
  - 天と地と（1969年） - 秋山源蔵
  - 花神（1977年） - 原田敬策
  - 徳川家康（1983年） - 久松弥九郎
  - 春日局（1989年） - 後藤又兵衛
- 木下恵介・人間の歌シリーズ　俄－浪花遊侠伝（1970年、TBS）
- 鬼平犯科帳（八代目松本幸四郎版）
  - 第2シリーズ  第8話・第9話「兇剣（前・後編）」（1971年、NET / 東宝） - 大河内一平
- 大岡越前（TBS / C.A.L）
  - 第2部 第7話「燃える牢獄」（1971年6月28日） - 常吉
  - 第3部 第19話「私は泣かない」（1972年10月23日） - 直吉
  - 第6部 第11話「江戸っ子駕籠」（1982年5月17日） - 亀吉
  - 第7部 第15話「怨念秘めた唐人剣」（1983年8月1日） - 多吉
  - 第8部 第7話「意地比べ江戸っ子気質」（1984年9月3日） - 長兵衛
  - 第9部 第10話「夫婦の絆は値千両」（1985年12月30日） - 吉五郎
  - 第10部 第17話「夢で拾った因果な財布」（1988年6月20日） - 佐吉
  - 第11部 第12話「拾った財布が落とし穴」（1990年7月9日） - 虎吉
- ポーラテレビ小説「お登勢」（1971年、TBS） - 吉田稔麿
- 気になる嫁さん（1971年、日本テレビ / ユニオン映画） - 清水小夜子（水野久美）の恋人、竹山
- 大いなる旅路 第21話「今日のいのちを」（1972年、日本テレビ / バリアンツ）
- 荒野の素浪人 第24話「襲撃 地の果て白骨ヶ原」（1972年、NET / 三船プロ） - 伍市
- 浮世絵 女ねずみ小僧 第2・第3シリーズ（1972年・1974年、フジテレビ / C.A.L） - 同心・青木兵吾
- 赤ひげ（1972年、NHK総合）
- 荒野の用心棒 第20話「城攻め 必殺を狙って…」（1973年、NET / 三船プロ） - 矢田十郎太
- 顔で笑って（1973年 - 1974年、TBS / 大映テレビ） - 富田淳
- 剣客商売（加藤剛・山形勲版） 第15話「信濃の老虎」（1973年、フジテレビ / 東宝 / 俳優座） - 青木数馬
- 水戸黄門（TBS / C.A.L）
  - 第4部 第32話「からくり異聞 -宇都宮-」（1973年8月27日） - 佐吉
  - 第5部 第4話「黄門さまのおまじない -諏訪-」（1974年4月22日） - 岩吉
  - 第20部 第26話「育ての親はだめ親父 -荻-」（1991年5月6日） - 喜助
  - 第21部 第31話「男意気地の仇討ち悲願 -岩槻-」（1992年11月2日） - 松造
  - 第24部
    - 第4話「愛を引き裂く八丁味噌 -岡崎-」（1995年10月9日） - 増田多聞
    - 第33話「涙でついた父の嘘 -仙台-」（1996年5月13日） - 丑平
- 科学捜査官（1973年- 1974年、関西テレビ / 松竹） - 守田刑事
- 事件狩り（1974年、TBS / 大映テレビ） - 黒木刑事 役
- 八州犯科帳 第12話「六地蔵で待つ女」（1974年、CX / C.A.L） - 黒金の藤八
- 日本沈没（1974-75年、TBS / 東宝） - 結城達也
- 鬼平犯科帳 (丹波哲郎) 第6話（1975年） - 定七
- バーディ大作戦 第41話「全員! 覗き盗聴開始」（1975年、TBS / 東映） - 川島
- 傷だらけの天使 第17話「回転木馬に熱いサヨナラを」（1975年、日本テレビ / 東宝） - 新田部長
- 長崎犯科帳 第2話「トンネル抜ければ地獄だぜ」（1975年、日本テレビ / ユニオン映画） - 中村孫之進
- 夜明けの刑事（TBS / 大映テレビ）
  - 第23話「新人歌手殺人事件」（1975年）
  - 第81話「横須賀ストーリー殺人事件」（1976年） - 新聞記者・桜井
  - 第109話「初恋をタイホせよ!」（1977年）
- 江戸の旋風（フジテレビ / 東宝） - 勘八 
  - 同心部屋御用帳 江戸の旋風（1975-76年）
  - 同心部屋御用帳 江戸の旋風II（1976-77年）
  - 同心部屋御用帳 江戸の旋風III（1977-78年）
  - 同心部屋御用帳 江戸の旋風IV（1978-79年）
  - 新・江戸の旋風（1980年）
- はぐれ刑事 第1話「銃弾」（1975年、日本テレビ / 国際放映） - 中村幸太郎
- 大都会 闘いの日々 第31話「別れ」（1976年、日本テレビ / 石原プロ） - 白井
- 新幹線公安官 第2話「ひかり最終便」（1977年、テレビ朝日 / 東映）
- 土曜ワイド劇場（テレビ朝日）
  - 松本清張のガラスの城（1977年、東映）
  - 迷探偵コンビ危機一髪! 善人村の幽霊まつり（1979年、俳優座映画放送） - プロデューサー
  - 帝銀事件 大量殺人・獄中三十二年の死刑囚（1980年、松竹） - 稲佐検事
  - 松本清張の風の息（1982年、松竹）
  - 松本清張の証言（1984年、大映テレビ）
- 新木枯し紋次郎 第24話「虚空に賭けた賽一つ」（1978年、東京12ch / C.A.L） - 賽の目重兵衛
- 赤い激突（1978年、TBS / 大映テレビ） - 石田俊治
- 明日の刑事（1978-79年、TBS / 大映テレビ） - 佐藤刑事
- 破れ新九郎 第21話「殺しの報酬は殺し」（1979年、テレビ朝日 / 中村プロ） - 辰吉
- 連続テレビ小説 鮎のうた（1979-80年、NHK総合） - 中川
- 大江戸捜査網 第470話「恐怖の美女誘拐魔 赤い罠」（1980年、東京12ch / 三船プロ） - 忠太郎
- Gメン'75 第287話「手術台の上の悪魔」(1980年)−池谷幸三
- 二百三高地　愛は死にますか（1981年、TBS　/ 東映） - 牛若寅太郎
- 秘密のデカちゃん 第23話「押し掛け花婿おんぶすりゃダッコ!!」（1981年、TBS / 大映テレビ）
- 花咲け花子（1981年、日本テレビ）
- 鬼平犯科帳 第2シリーズ 第12話「網虫のお吉」（1981年、テレビ朝日 / 東宝） - 黒沢勝之助
- 特捜最前線（テレビ朝日 / 東映）
  - 第235話「少女売春・夢を掘る男!」（1981年）
  - 第423話「破獄48時間・水色の傘の女!」（1985年）
- 時代劇スペシャル（フジテレビ）
  - 「薩摩飛脚」（1982年）- 伝次 役
  - 「おんな霧隠才蔵」（1982年、松竹） - 服部半蔵
  - 「同心部屋御用帳 江戸の旋風」（1984年、東宝） - 勘八
- 婦警さんは魔女（1983年、TBS /　大映テレビ） - 福島刑事
- ザ・サスペンス / 下り特急「富士」殺人事件（1983年、TBS / 大映テレビ）
- 火曜サスペンス劇場 （日本テレビ）
  - 「キタタキ絶滅」（1983年、ヴァンフィル） - 三原巡査
  - 「行きずりの殺意」（1984年）
  - 「殺意の証明」（1987年）
  - 「浅見光彦ミステリー佐渡伝説殺人事件」（1988年、近代映画協会） - 宮本刑事
  - 「突然、夫に死なれて」（1990年、NTV映像センター） - 島田栄作
  - 「望遠鏡の中の女」（1992年、IVSテレビ制作） - 折原刑事
  - 「素顔を取り戻した女」（1993年、東映） - 越智刑事
- 暴れん坊将軍シリーズ（テレビ朝日 / 東映）
  - 暴れん坊将軍II
    - 第29話「かしまし姉妹の盗み酒!」（1983年） - 山川八十助
    - 第166話「夫婦飛脚の夢だより!」（1986年） - 定八
    - 第178話「家康公の借金証文!?」（1986年） - 鬼沢雲右衛門

  - 暴れん坊将軍III
    - 第62話「恋の目安箱」（1989年） - 水野武兵衛
    - 第96話「地獄で仏のおやこ唄」（1990年） - 源吉
    - 第116話「開眼! 涙の仇討」（1990年） - 雲居検校

  - 暴れん坊将軍IV
    - 第29話「女大学! 亭主を男にする法」（1991年） - 丸山文五郎

  - 暴れん坊将軍V
    - 第23話「盗っ人新さん、二代目襲名!」（1993年） - 弥平

  - 暴れん坊将軍VI
    - 第32話「男と女の夢舞台」（1995年） - 高岡平内

  - 暴れん坊将軍VII
    - 第1話「江戸っ子神輿が吉宗を呼ぶ!」（1996年） - 仏の文吉

  - 暴れん坊将軍VIII
    - 第17話「謎! 孤児を集める男」（1998年） - 大杉屋徳兵衛
- ニュードキュメンタリードラマ昭和 松本清張事件にせまる 第18回「東条英機暗殺の夏」（1984年、テレビ朝日 / 東映）
- 銀河テレビ小説（NHK総合）
  - 男が家を出るとき（1985年） - 南郷徹治
- 刑事物語'85 第22話「少女の叫び・父は犯人じゃない!」（1985年、日本テレビ / ユニオン映画）
- 長七郎江戸日記（日本テレビ / ユニオン映画）
  - 第1シリーズ 第107話「とんぼ、ないた」（1986年） - 久八
  - 第2シリーズ 第3話「帰って来た逃亡者」（1988年） - 藤井忠三郎
  - 第2シリーズ 第62話 「十年目の危機」（1989年9月） - 市蔵
  - 第3シリーズ 第22話「野菊と芋侍」（1991年4月） - 浜野伊織
- 夫が戻る日（1987年、フジテレビ）
- 若大将天下ご免! 第26話「浮かれ芸者の泣き踊り!」（1987年、テレビ朝日 / 東映） - 丸目甚内
- 鬼平犯科帳 第2シリーズ スペシャル「殿さま栄五郎」（1990年、フジテレビ / 松竹） - 牛堀の参次
- さすらい刑事旅情編II 第17話「痴漢が死んだ! 偽証する女」（1990年、テレビ朝日 / 東映）
- 付き馬屋おえん事件帳 第1シリーズ 第11話「取り立て無用におじゃりまする」（1990年、テレビ東京 / 松竹） - 由良右京亮
- 裸の大将 第44話「清とベンガラの花嫁」（1990年、関西テレビ / 東阪企画） - 寺田友吉
- 七人の女弁護士 第1シリーズ 第7話「疑惑のトリカブト殺人! 密会写真トリックの罠」（1991年、テレビ朝日 / PDS）
- 名奉行 遠山の金さん（テレビ朝日 / 東映）
  - 第3シリーズ 第23話「女房に誓った鬼十手」（1991年） - 小平次
  - 第7シリーズ 第17話「また男が死ぬ!私は疫病神の女」（1996年） - 大黒屋官兵衛
- 銭形平次（フジテレビ　/ 東映）
  - 第2シリーズ 第14話「顔のない盗賊」（1992年） - 黒門町の喜助
  - 第5シリーズ 第6話「遠眼鏡の中の女」（1995年） - 柴田
- はぐれ刑事純情派VI 第3話「雨の夜の犯罪・囮にかかった女」（1993年、テレビ朝日 / 東映）
- 夏子の酒（1994年1月 - 3月、フジテレビ） - 蔵人
- HOTEL （TBS / 近藤照男プロダクション）
  - 第3シリーズ 第16話「宝石を売る幽霊?」（1994年） - 星野
  - 第4シリーズ 第4話「ミステリーな手紙」（1995年） - 市田
- ウルトラマンダイナ 第29話「運命の光の中で」（1998年、TBS / 円谷プロ） - ダイモン・リュウゾウ班長
- はみだし刑事情熱系III 第2話「強奪された花嫁! 二人の父の哀しい秘密」（1998年、テレビ朝日 / 東映）
- 愛の劇場「空への手紙」（1999年、TBS）

### 吹き替え
- 真夜中のカーボーイ（ジョン・ヴォイト） テレビ朝日版
- 巌窟王〜モンテ・クリスト伯（ジェラール・ドヴィルフォール/ピエール・アルディティ) NHK BS版
- 警部マクロード（ジョー・ブロードハースト刑事/テリー・カーター）NHK総合テレビ版
- 殺しの免許証（チャールズ・バイン/トム・アダムス） TBSテレビ版
- スパイ・ライク・アス（オースティン・ミルバージ/ダン・エイクロイド） TBSテレビ版
- 恋のゆくえ/ファビュラス・ベイカー・ボーイズ (フランク・ベイカー/ボー・ブリッジス) VHS版
- ザ・ロック（ジェームズ・ウォマックFBI長官/ジョン・スペンサー） 日本テレビ版
- バス停留所（ボー/ドン・マレー）
- ラスト・アメリカン・ヒーロー（ジュニア/ジェフ・ブリッジス） テレビ朝日版
- ランボー（ガルト）※日本テレビ新録版
- ドクター・ウェルビー（スティーブン・カイリー/ジェームズ・ブローリン）